# PenTile
PenTile是三星的一個商標，指稱一系列受專利保護，用於電子顯示器上的子像素排列方式。
這些子像素排列方法被特別設計成連同內嵌在顯示驅動中的子像素渲染專有算法一同運作，以容許和傳統的RGB（紅綠藍）面版達成隨插即用的兼容性。

## 歷史

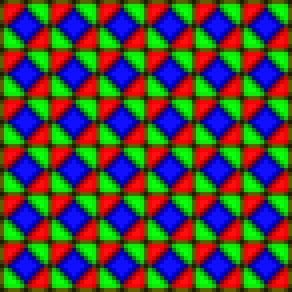
Pentile的5子像素排列原型（按12:1比例放大）。

"PenTile矩陣"（一個把penta-（希臘語中意指五）和（格／方塊／磚塊）組合起來的新創詞）描述一種自1990年代初所發展起的原型性子像素幾何排列方法。 這種排列方法在每一單元像素中包含了由兩個紅色子像素、兩個綠色子像素、和一個中央藍色子像素組成的quincunx。這種排列是受到人類視網膜中，S型視锥細胞的數量明顯少於L型和M型視锥細胞，而後兩者數量相約所啟發的擬生技術。由於S型視锥細胞主要負責接收藍色，且貌似並不影響人對亮度 的感覺，所以有認為，在維持紅色和綠色子像素的同時減少藍色子像素的數目並不影響影響影像的質素。此種排列方法是特別設計成配合、以及依靠子像素渲染來運作的，以使得平均每像素只需要利用一又四分之一個子像素就能渲染出一幅影像（讓每個輸入像素映射到以紅色子像素為中心的邏輯像素或者以綠色子像素為中心的邏輯像素）。 
PenTile是由Candice H. Brown Elliott所發明的。

## PenTile RGBG

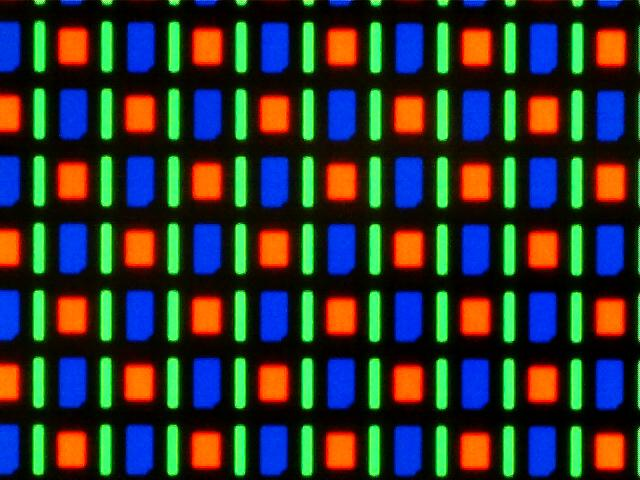
Google Nexus One智能手機上用了PenTile排列RGBG系統的AMOLED顯示屏的放大畫像。

### 使用這技術的裝置
- Alcatel One Touch Star 6010D
- ASUS Padfone
- BlackBerry Q10[3]
- Dell Venue Pro
- Fujitsu ARROWS A 101F
- Nexus One[4]
- HTC Desire（僅限AMOLED變種）
- HTC One S
- HTC J
- Huawei Ascend P1
- Huawei GS03
- Kyocera Urbano Progresso
- Motorola RAZR
- Motorola RAZR HD
- Motorola RAZR MAXX
- Motorola RAZR MAXX HD
- Motorola RAZR M
- Motorola RAZR V
- Motorola RAZR i[5]
- Motorola Droid Turbo
- Nokia E6
- Nokia N9
- Nokia Lumia 800
- Nokia Lumia 820
- Nokia Lumia 925
- Nokia Lumia 928
- Nokia Lumia 929
- Nokia Lumia 1020
- Pantech Burst
- Samsung S8000（英语：Samsung S8000）
- Samsung Galaxy S
- Samsung Galaxy S Plus
- Samsung Galaxy S Advance
- Samsung Galaxy S III
- Samsung Galaxy S III Mini[6]
- Samsung Galaxy S4
- Samsung Galaxy S5
- Samsung Galaxy S6
- Samsung Galaxy Note
- Samsung Galaxy Note 3
- Samsung Galaxy Note 4
- Samsung Galaxy Note Edge
- Samsung Galaxy Tab 7.7
- Samsung Galaxy Tab S
- Samsung Galaxy Note Pro
- Samsung Galaxy Alpha
- Samsung Wave S8500
- Samsung Omnia 7
- Samsung Omnia M
- Samsung Ativ S
- Samsung NX10[7]
- Samsung Galaxy Gear
- Samsung Gear Live
- Samsung Gear Neo
- Samsung Gear 2
- Samsung Gear Fit
- Samsung Gear S
- Nexus S（僅限Super AMOLED變種）
- Galaxy Nexus[8]
- Toshiba REGZA Phone T-02D
- ZTE Blade（僅限OLED變種）
- Nexus 6

## PenTile RGBW
用在LCD上的PenTile RGBW技術在傳統的紅、綠、藍子像素外，額外多加一個子像素，該子像素沒有顏色過濾物料而純粹為了讓背光通過而存在，所以就是白色——W。其存在讓屏幕可以用同樣電力來顯示更光亮的畫像或在顯示同等亮度的畫像時耗用更少能源。
PenTile RGBW排列用了每一個紅、綠、藍、白子像素來向人類眼睛內感受紅色和感受綠色的視錐細胞傳遞高解柝度的亮度資訊，同時把所有彩色子像素的效果併合來向全部三種視錐細胞傳遞較低解柝度的彩度（顏色）資訊。 兩者加起來優化了把顯示技術和人類視覺的生理機制對接起來的效果。雖然比起其他一般排列多加了一種主色，但透過採取子像素渲染技術再加上同色異譜渲染，對比同解像度的RGB Stripe排列，此排列用少了三分之一的像素（相異於同為RGBW的WhiteMagic）。同色異譜渲染可以優化在紅綠藍三色子像素和白色子像素之間的能源分佈（W <> RGB）以改善影像銳利度。
其顯示驅動晶片內含從RGB轉換至RGBW向量色彩空間的轉換器以及色域轉換（gamut mapping）的算法，再加上同色異譜和子像素渲染算法。為了維持飽和的顏色質量以避免在飽和的顏色和最高亮度的白色間形成同時渲染錯誤而又可同時降低背光所耗的能源，顯示屏內的背光燈的亮度是由PenTile驅動引擎所控制的。當所顯示的圖像內大部分都是白色或者灰色等不飽和的顏色時，背光的亮度就會明顯減少，並經常會減到尖端亮度的一半或以下，而會讓LCD的級數增加來予以補足。而當圖像是有很光亮的飽和顏色時，背光亮度就會維持在較高水平。PenTile RGBW亦具有可供選擇的高亮度模式，可以在黑白文字之類低彩色圖像飽和度的區域增加雙倍光度以改善其戶外可讀性。

### 使用這技術的裝置
- ASUS UX303 QHD Series
- Motorola MC65[14]
- Motorola MC55[15]
- Motorola ES400[16]
- Motorola Atrix 4G[17]
- Motorola Droid Bionic
- Motorola Milestone 3
- Samsung Galaxy Note 10.1 2014年版
- Samsung Galaxy Note Pro
- Samsung Galaxy Tab Pro 10.1
- Samsung Galaxy Tab Pro 12.2
- Lenovo Y50-70 Notebook
- HP ENVY TouchSmart 14-k022tx Sleekbook

## 優劣
優點：
更省電，在同一光度下，電池使用時間比傳統顯示屏更長。
缺點：
- 以 Samsung Galaxy Note Pro 為例，因PenTile像素排列問題，顯示鮮黃色（RGB值：255,255,0）時會稍淡，猶如傳統RGB顯示屏之泥黃色（RGB值：192,192,0），於省電模式顯示鮮黃色更會變成暗猶如傳統RGB顯示屏之深泥黃色（RGB值：128,128,0）。

## 外部連結
- 官方網站（页面存档备份，存于）